# Eloísa Maturén
Eloísa Maturén, née le 4 février 1980 à Caracas au Venezuela, est une danseuse, journaliste, actrice et productrice vénézuélienne.

## Biographie
En 2014, Eloísa Maturén tient l'un des deux rôles principaux du film lesbien de Fina Torres Liz en Septiembre.
En 2015, elle divorce du chef d'orchestre vénézuélien Gustavo Dudamel. Ils s'étaient mariés en 2006.

## Filmographie
Actrice
- 2014 : Liz en Septiembre : Eva

Productrice
- 2010 : Dudamel: Let the Children Play (documentaire)
- 2011 : Don Armando (documentaire)